# العلاقات البوتانية الأيرلندية
العلاقات البوتانية الأيرلندية هي العلاقات الثنائية التي تجمع بين بوتان وجمهورية أيرلندا.

## مقارنة بين البلدين
هذه مقارنة عامة ومرجعية للدولتين:
| وجه المقارنة                                              | بوتان          | جمهورية أيرلندا                                       |
| --------------------------------------------------------- | -------------- | ----------------------------------------------------- |
| المساحة (كم2)                                             | 38.39 ألف      | 70.27 ألف                                             |
| عدد السكان (نسمة)                                         | 807.61 ألف     | 4.76 مليون                                            |
| الكثافة السكانية (ن./كم²)                                 | 21.04          | 67.74                                                 |
| العاصمة                                                   | تيمفو          | دبلن                                                  |
| اللغة الرسمية                                             | لغة دزونكا     | اللغة الأيرلندية، لغة إنجليزية، الإنجليزية الأيرلندية |
| العملة                                                    | نغولترم بوتاني | جنيه أيرلندي، يورو، عملات اليورو الأيرلندية           |
| الناتج المحلي الإجمالي (بليون دولار)                      | 2.51 مليار     | 333.73 مليار                                          |
| الناتج المحلي الإجمالي (تعادل القوة الشرائية) بليون دولار | 6.49 مليار     | 318.16 مليار                                          |
| الناتج المحلي الإجمالي الاسمي للفرد دولار أمريكي          | 2.66 ألف       | 61.13 ألف                                             |
| الناتج المحلي الإجمالي للفرد دولار أمريكي                 | 7.82 ألف       |                                                       |
| مؤشر التنمية البشرية                                      | 0.605          | 0.916                                                 |
| رمز المكالمات الدولي                                      | +975           | +353                                                  |
| رمز الإنترنت                                              | .bt            | .ie                                                   |
| المنطقة الزمنية                                           | ت ع م+06:00    | 00، ت ع م+01:00، أوروبا/دبلن ‏                         |

## منظمات دولية مشتركة
يشترك البلدان في عضوية مجموعة من المنظمات الدولية، منها:
| علم المنظمة | اسم المنظمة                        | تاريخ انضمام بوتان | تاريخ انضمام جمهورية أيرلندا |
| ----------- | ---------------------------------- | ------------------ | ---------------------------- |
|             | بنك التنمية الآسيوي                | 1982               | 2006                         |
|             | مؤسسة التنمية الدولية              | 28 سبتمبر 1981     | 22 ديسمبر 1960               |
|             | يونسكو                             | 13 أبريل 1982      | 3 أكتوبر 1961                |
|             | وكالة ضمان الاستثمار متعدد الأطراف | 21 أكتوبر 2014     | 27 أكتوبر 1989               |
|             | الأمم المتحدة                      | 21 سبتمبر 1971     | 14 ديسمبر 1955               |
|             | الاتحاد البريدي العالمي            | ?                  | ?                            |
|             | البنك الدولي للإنشاء والتعمير      | 28 سبتمبر 1981     | 8 أغسطس 1957                 |
|             | الاتحاد الدولي للاتصالات           | 15 سبتمبر 1988     | 8 ديسمبر 1923                |
|             | منظمة حظر الأسلحة الكيميائية       | ?                  | ?                            |
|             | مؤسسة التمويل الدولية              | 1 ديسمبر 2003      | 11 سبتمبر 1958               |
|             | منظمة الشرطة الجنائية الدولية      | ?                  | ?                            |

## وصلات خارجية
- موقع وزارة الخارجية البوتانية
- موقع وزارة الخارجية الأيرلندية